# Saburō Kawabuchi
Saburō Kawabuchi (jap. 川淵 三郎, Kawabuchi Saburō; * 3. Dezember 1936 in Takaishi, Präfektur Osaka) ist ein ehemaliger japanischer Fußballspieler, -trainer und -funktionär.

## Karriere
1958 debütierte Kawabuchi für die japanische Fußballnationalmannschaft. Kawabuchi bestritt 26 Länderspiele und erzielte dabei acht Tore. Mit der japanischen Nationalmannschaft qualifizierte er sich für die Olympischen Spiele 1964.
Von 1961 bis 1970 spielte er für die Werksmannschaft von Furukawa Electric (heute: JEF United Ichihara Chiba) und war später von 1973 bis 1975 Trainer dieser Mannschaft, sowie von 1980 bis 1981 für die Nationalmannschaft. Später war er von 2002 bis 2008 Präsident der Japan Football Association.

## Errungene Titel
- Kaiserpokal: 1961, 1964